# Ministerium für Gesundheitswesen

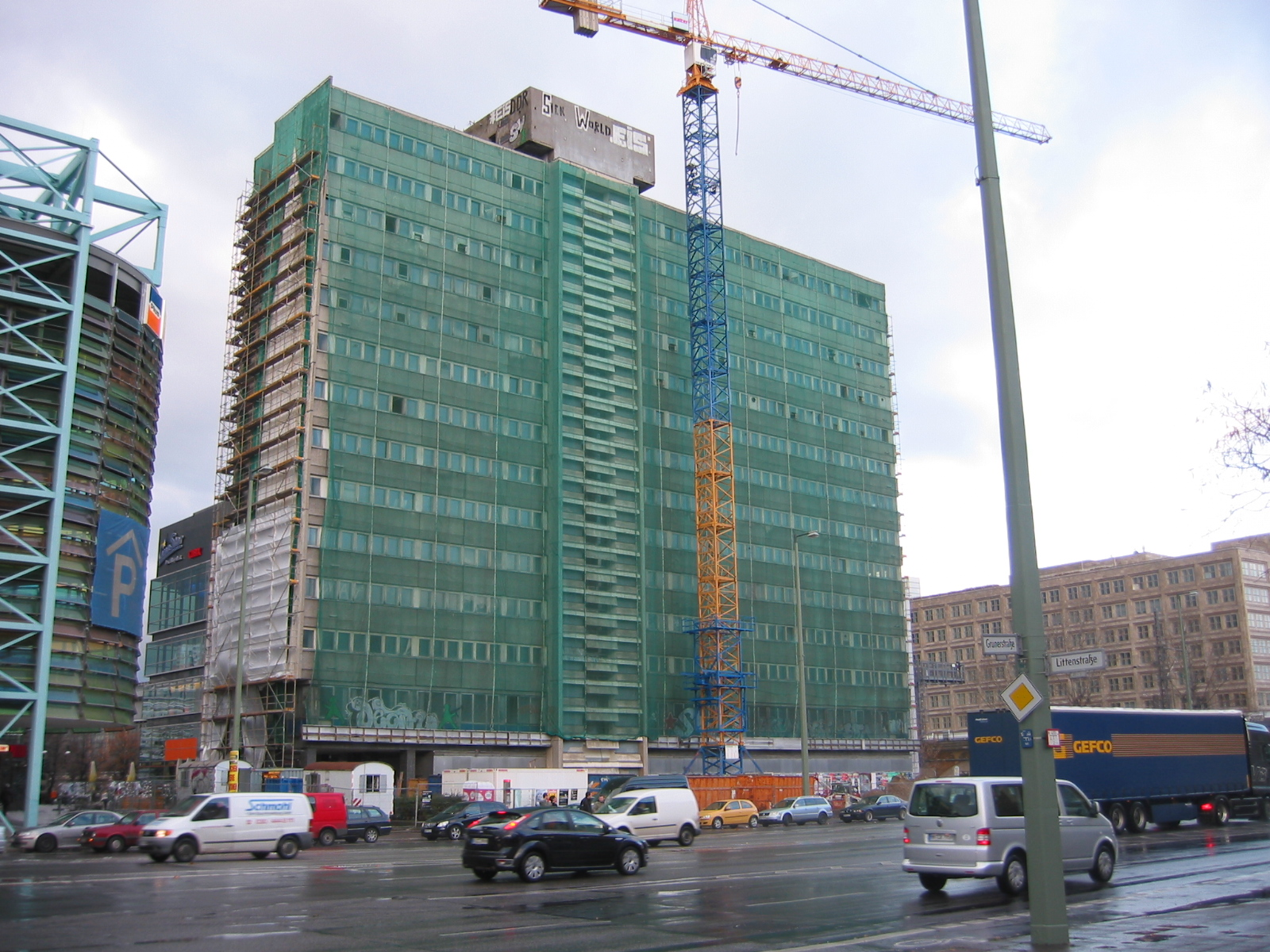
Hochhaus in der Rathausstraße 3 in Berlin (ehemaliger Sitz des Ministeriums für Gesundheitswesen der DDR) kurz vor seinem Abriss.

Das Ministerium für Gesundheitswesen (MfG, auch MfGe) war das für das Gesundheitswesen zuständige Ministerium der Deutschen Demokratischen Republik (DDR).
Es ging nach Gründung der DDR 1949 aus der Deutschen Zentralverwaltung für das Gesundheitswesen hervor. Kurzzeitig lautete die Bezeichnung Ministerium für Arbeit und Gesundheitswesen.
Anfangs war das MfG im Hauptgebäude des heutigen Bundesministeriums für Wirtschaft und Energie an der Invalidenstraße untergebracht. Ab 1972 hatte das MfG seinen Sitz in der Rathausstraße 3 in Ost-Berlin. Das Gebäude wurde 2008 abgerissen.
Zuletzt (1990) waren dem Ministerium 38 Einrichtungen nachgeordnet; darunter:
- die Zentralstelle für Ärztliche Begutachtung,
- die Akademie für Ärztliche Fortbildung der DDR,
- das Deutsche Hygiene-Museum,
- das Forschungsinstitut für Lungenkrankheiten und Tuberkulose,
- das Zentralinstitut für Diabetes.

## Minister
- Luitpold Steidle (CDU, 1949–1958)
- Max Sefrin (CDU, 1958–1971)
- Ludwig Mecklinger (SED, 1971–1989)
- Klaus Thielmann (SED-PDS, 1989–1990)
- Jürgen Kleditzsch (CDU, 1990)